# Монастириська міська рада
Монастири́ська міська́ ра́да — адміністративно-територіальна одиниця та орган місцевого самоврядування в Чортківському районі Тернопільської області. Адміністративний центр — місто Монастириська.

## Загальні відомості
- Територія ради: 10,65 км²
- Населення ради: 5 380 осіб (станом на 2022 року)
- Територією ради протікає річка Коропець.

## Населені пункти
Міській раді підпорядковані населені пункти:
- м. Монастириська

## Склад ради
Рада складається з 25 депутатів та голови.
- Голова ради: Старух Андрій Олегович
- Заступник голови: Гладиш Андрій Степанович
- Секретар ради: Морозюк Галина Дмитрівна[2]

### Керівний склад попередніх скликань
| Прізвище, ім'я, по батькові | Основні відомості                                                                            | Дата обрання | Дата звільнення |
| --------------------------- | -------------------------------------------------------------------------------------------- | ------------ | --------------- |
| Геда Володимир Михайлович   | Міський голова, 1955 року народження, освіта вища, безпартійний                              | 26.03.2006   | 31.10.2010      |
| Геда Володимир Михайлович   | Міський голова, 1955 року народження, освіта вища, безпартійний                              | 31.10.2010   | 11.02.2014      |
| Старух Андрій Олегович      | Міський голова, 1980 року народження, освіта вища, член Всеукраїнського об'єднання «Свобода» | 25.05.2014   |                 |

Примітка: таблиця складена за даними сайту Верховної Ради України

### Депутати
За результатами місцевих виборів в Україні 2020 року депутатами ради стали:

#### Список депутатів
| № округу                                                | Прізвище, ім'я, по батькові        | Дата визнання обраним | Партійна приналежність                              |
| ------------------------------------------------------- | ---------------------------------- | --------------------- | --------------------------------------------------- |
| Європейська солідарність                                |                                    |                       |                                                     |
| б/м                                                     | Било Марія Михайлівна              | 25.10.2020            | Європейська солідарність                            |
| б/м                                                     | Бойко Степан Іванович              | 25.10.2020            | Європейська солідарність                            |
| б/м                                                     | Грабар Богдан Семенович            | 25.10.2020            | Європейська солідарність                            |
| Слуга Народу                                            |                                    |                       |                                                     |
| б/м                                                     | Бойко Володимир Ярославович        | 25.10.2020            | позапартійний                                       |
| б/м                                                     | Молчанова Галина Володимирівна     | 25.10.2020            | позапартійна                                        |
| б/м                                                     | Морозюк Галина Дмитрівна           | 25.10.2020            | позапартійна                                        |
| Політична партія Всеукраїнське об'єднання «Батьківщина» |                                    |                       |                                                     |
| б/м                                                     | Вансач Михайло Теодорович          | 25.10.2020            | позапартійний                                       |
| б/м                                                     | Данилюк Володимир Петрович         | 25.10.2020            | член Всеукраїнського об'єднання «Батьківщина»       |
| б/м                                                     | Мушинський Андрій Анатолійович     | 25.10.2020            | позапартійний                                       |
| б/м                                                     | Нетреб`як Ігор Іванович            | 25.10.2020            | позапартійний                                       |
| Політична партія Всеукраїнське об'єднання «Свобода»     |                                    |                       |                                                     |
| б/м                                                     | Дзяйло Оксана Михайлівна           | 25.10.2020            | позапартійна                                        |
| б/м                                                     | Козло Богдан Васильович            | 25.10.2020            | позапартійний                                       |
| б/м                                                     | Юшкалюк Анатолій Яремович          | 25.10.2020            | позапартійний                                       |
| Політична партія «Українська Галицька партія»           |                                    |                       |                                                     |
| б/м                                                     | Вдовин Орест Васильович            | 25.10.2020            | позапартійний                                       |
| б/м                                                     | Мартинюк Ігор Степанович           | 25.10.2020            | член політичної партії "Українська Галицька партія" |
| Політична партія «Радикальна партія Олега Ляшка»        |                                    |                       |                                                     |
| б/м                                                     | Геда Володимир Михайлович          | 25.10.2020            | позапартійний                                       |
| б/м                                                     | Когут Ярослав Михайлович           | 25.10.2020            | позапартійний                                       |
| Політична партія «Голос»                                |                                    |                       |                                                     |
| б/м                                                     | Ясінська Марія Михайлівна          | 25.10.2020            | позапартійна                                        |
| б/м                                                     | Гладиш Юлія Ярославівна            | 25.10.2020            | позапартійна                                        |
| Політична партія «За майбутнє»                          |                                    |                       |                                                     |
| б/м                                                     | Дворак Микола Володимирович        | 25.10.2020            | позапартійний                                       |
| б/м                                                     | Комарницька Марія Миколаївна       | 25.10.2020            | позапартійна                                        |
| б/м                                                     | Предко Зоряна Анатоліївна          | 25.10.2020            | позапартійна                                        |
| Політична партія «Довіра»                               |                                    |                       |                                                     |
| б/м                                                     | Демчак Галина Юліанівна            | 25.10.2020            | позапартійна                                        |
| б/м                                                     | Крушельницький Орест Володимирович | 25.10.2020            | позапартійний                                       |
| б/м                                                     | Павельчак Михайло Іванович         | 25.10.2020            | позапартійний                                       |